# Mark Harris (Politiker, 1779)
Mark Harris (* 27. Januar 1779 in Ipswich, Essex County, Massachusetts; † 2. März 1843 in New York City) war ein US-amerikanischer Politiker. Zwischen 1822 und 1823 vertrat er den Bundesstaat Maine im US-Repräsentantenhaus.

## Werdegang
Mark Harris besuchte die öffentlichen Schulen seiner Heimat. Im Jahr 1800 zog er nach Portland, das bis 1820 zu Massachusetts gehörte und seither Teil des Staates Maine ist.  In Portland wurde Harris im Handel tätig. Politisch war er Mitglied der Demokratisch-Republikanischen Partei. Im Jahr 1816 wurde er in den Senat von Massachusetts gewählt. Außerdem bekleidete er in Portland einige lokale Ämter.
Nach dem Rücktritt des Kongressabgeordneten Ezekiel Whitman im Jahr 1822 wurde Harris im zweiten Wahlbezirk von Maine als dessen Nachfolger in das US-Repräsentantenhaus in Washington, D.C. gewählt. Dort trat er am 2. Dezember 1822 sein neues Mandat an. Bis zum 3. März 1823 beendete er im Kongress die angebrochene Legislaturperiode seines Vorgängers.
Nach seiner kurzen Zeit in der Bundeshauptstadt nahm Harris seine frühere Beschäftigung im Handel wieder auf. Im Jahr 1830 wurde er in das Repräsentantenhaus von Maine gewählt. Zwischen 1824 und 1832 war Harris auch Kämmerer im Cumberland County. Dieses Amt bekleidete er von 1834 bis 1840 nochmals. Im Jahr 1828 und von 1832 bis 1834 war er State Treasurer von Maine. Im Jahr 1842 zog er nach New York, wo er ebenfalls im Handel arbeitete. Dort ist er am 2. März 1843 auch verstorben. Mark Harris wurde in Portland beigesetzt.